# Perscombinatie
De Perscombinatie was een uitgeverij van een aantal kranten. De combinatie werd op 1 november 1968 opgericht door de dagbladen Het Parool en de Volkskrant. Later kwam ook Trouw erbij. Nadat de Perscombinatie in 1994 boekuitgeverij Meulenhoff & Co had overgenomen, veranderde de naam in PCM Uitgevers, dat later opging in De Persgroep Nederland.

## Oprichting en beginjaren
Wim van Norden, die directeur was van Het Parool, legde de grondslag voor het bedrijf waarin zijn krant ging samenwerken met de Volkskrant.
Beide kranten hadden hun vestigingen tegenover elkaar aan de Amsterdamse Wibautstraat. In 1965 werd Het Parool klant van de nieuwe Volkskrantpers uit 1964, een WIFAG hoogdrukpers, uit welke samenwerking de Perscombinatie ontstond. De samenwerking leverde efficiencyvoordelen op, omdat de Volkskrant als ochtendkrant alleen 's nachts de pers nodig had en Het Parool als avondkrant alleen overdag.
De directies besloten vervolgens naast de pers ook de overige vaste activa en niet-redactionele afdelingen (gebouwen, zetterij, wagenpark) in het nieuwe bedrijf in te brengen, dat op 1 november 1968 tot stand kwam. De toenmalige katholieke vakcentrale NKV, die eigenaar van de Volkskrant was, kreeg daarbij 40% van de aandelen en de Stichting Het Parool, die Het Parool bezat, 60%, omdat in dat jaar Het Parool een grotere oplage dan de Volkskrant had, een situatie die echter tien jaar later qua oplage geheel omgekeerd zou zijn. De twee redacties bleven nadrukkelijk zelfstandig.
Dagblad Trouw vond eind 1974 een plek binnen de Perscombinatie en vestigde zich in Het Paroolgebouw, waarbij ook de redactie zelfstandig bleef. Er werd een grote, nieuwe offsetpers gebouwd in Het Paroolgebouw, en de pers in het Volkskrantgebouw werd afgebroken. De Stichting De Christelijke Pers kreeg toen een aandeel in de vennootschap.

## Resultaten
De Perscombinatie boekte flinke groei aan de kant van de Volkskrant, zowel op gebied van abonnees als advertenties, maar moest aanzien dat Het Parool steeds meer lezers en adverteerders verloor, naarmate ook Amsterdam minder groeide. Ook de ingebrachte groep week- en huis-aan-huisbladen van de Weekbladpers met zijn ongeveer 30 titels, verloor marktaandeel. Er volgden enkele saneringen, met name onder het beleid van hoofddirecteur Max de Jong. Perscombinatie was eind jaren 1980 initiatiefnemer van een mislukte eerste poging voor commerciële televisie in samenwerking met drie omroepen en drie andere uitgeversorganisaties onder de naam ATV/EPTV.

## Fusies tot PCM en Persgroep
In 1994 nam de uitgeverij Perscombinatie boekenuitgever Meulenhoff & Co over. Het bedrijf kreeg hierna de naam PCM Uitgevers, waarbij PCM een afkorting was van Perscombinatie-Meulenhoff. Een jaar later al volgde de overname van de Nederlandse Dagblad Unie (NDU), uitgever van het Algemeen Dagblad, NRC Handelsblad en enkele Zuid-Hollandse regionale dagbladen. Daarmee ontstond de grootste dagbladenuitgeverij van Nederland, zowel in omzet, oplagen als in aantallen personeelsleden.
Na een aantal mislukte projecten en een uitverkoop aan het opkoopfonds Apax kwam PCM begin 21e eeuw in grote financiële problemen. In 2009 nam PCM Uitgevers zelf overgenomen door de Belgische Persgroep. Daardoor hield PCM op te bestaan als zelfstandige onderneming: de nieuwe naam De Persgroep Nederland duidde aan dat het een onderdeel was van De Persgroep.

## Uitgaven
De Perscombinatie geeft of gaf (via werkmaatschappijen) de volgende titels uit:
- dagbladen
  - De Volkskrant (1968-heden)
  - NRC Handelsblad
  - Algemeen Dagblad
  - Het Parool (verzelfstandigd op 1 januari 2003)
  - Trouw
  - De Dag (gratis, gestopt medio 2008)

- weekbladen (in en rond Amsterdam, deels betaald, deels huis-aan-huisblad, totale oplage op het hoogtepunt 1986 360.000)
  - Amsterdams Stadsblad (verkocht)
  - Wierings Weekblad (opgegaan in bovenstaande)
  - Amstelveens Weekblad (verkocht)
  - De Zaanse Gezinsbode (opgeheven in 1990)
  - Nieuwsblad de Purmer (opgeheven in 1990)
  - Nieuwsblad voor Oost-Waterland (opgeheven in 1990)
  - De Ronde Vener (verkocht)
  - Stadsblad Weesp (verkocht)
  - Uithoornse Courant (verkocht)
  - Weekblad Zandvoort (verkocht)

## Publicatie
- Joost Ramaer: De geldpers. De teloorgang van het mediaconcern PCM. Amsterdam, Prometheus, 2010. ISBN 9789044616149